# Lockdown (maatregel)

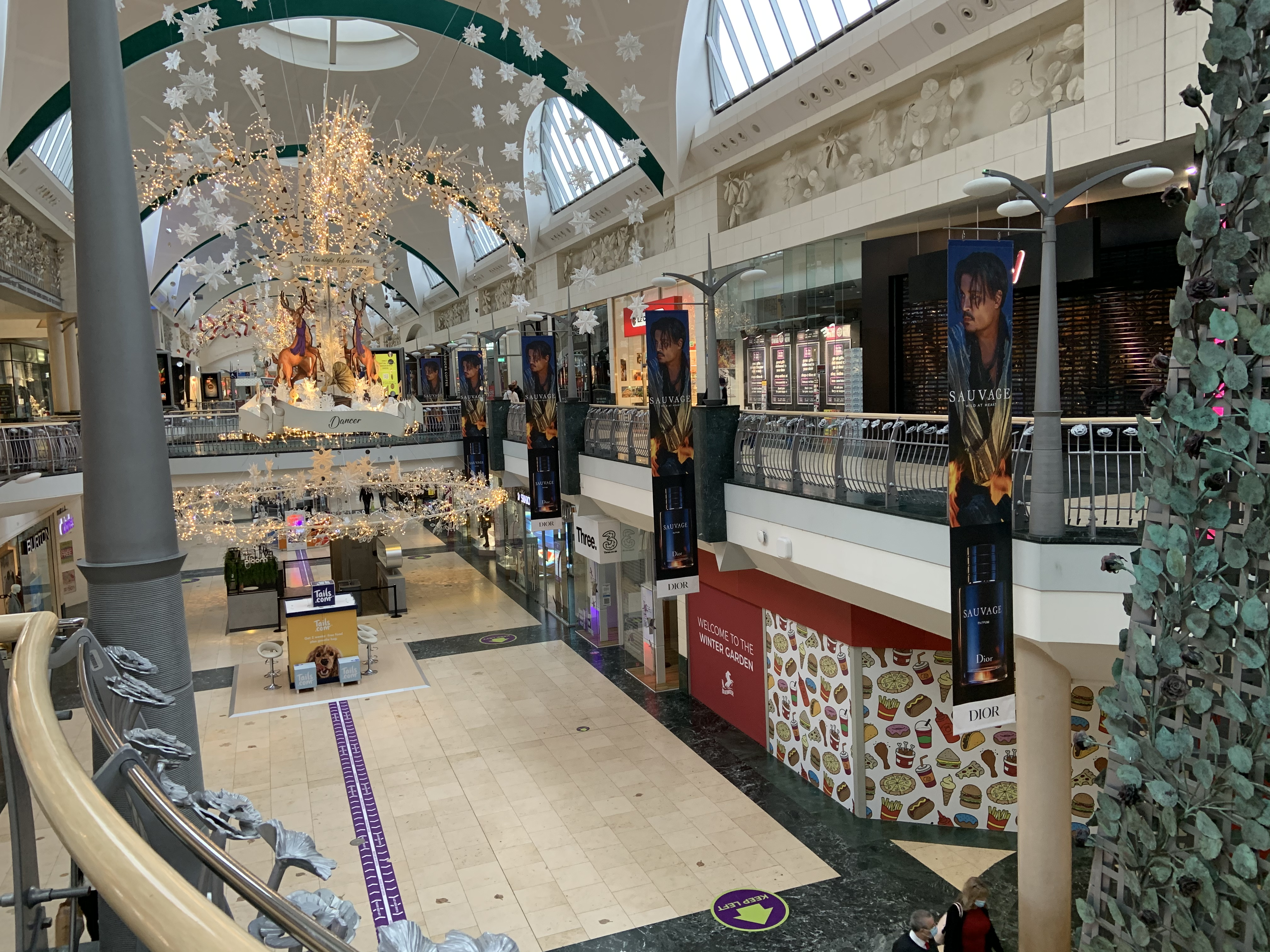
Een uitgestorven Engels winkelcentrum tijdens een lockdown op 23 december 2020

Een lockdown (afsluiting, platlegging, stillegging, noodvergrendeling, letterlijk: af- of vergrendeling) is een noodprotocol om te voorkomen dat mensen of informatie een gebied ingaan of verlaten. Het protocol kan meestal alleen worden ingesteld door een autoriteit.
Lockdown kan dienen om mensen in een gebouw of bijvoorbeeld een computersysteem te beschermen tegen een bedreiging van buiten. Bij gebouwen betekent een lockdown gewoonlijk dat buitendeuren dicht zijn zodat niemand naar binnen of naar buiten kan.
Een volledige afsluiting in een gebouw betekent meestal dat mensen moeten blijven waar ze zijn. Ze mogen geen gebouw of kamers binnen dat gebouw betreden of verlaten. Als mensen in een gang zijn, moeten ze naar de dichtstbijzijnde veilige afgesloten ruimte gaan. Of in sommige gevallen worden gehele gebieden of landen afgesloten.

## Preventieve lockdown
Een preventieve lockdown is een actieplan om erger te voorkomen dat dient om een ongebruikelijk scenario of een zwakke plek in het systeem aan te pakken. Dan wordt een gevaar afgewend en de veiligheid gewaarborgd. Het doel is om risico's door schending van regels te vermijden. Meestal wordt ook de efficiëntie verbeterd.
De meeste organisaties plannen de noodvergrendelingen met protocollen. Deze protocollen moeten passen bij het soort bedreiging. Ze moeten eenvoudig en kort worden gehouden om ze snel in te voeren en ervan te kunnen leren. Ze moeten verschillende scenario's aankunnen. Dit biedt beheerders meer opties voor verschillende scenario's.

## Noodvergrendeling
Noodvergrendelingen worden ingesteld wanneer er een onmiddellijke dreiging is voor de gezondheid. Eenvoudige procedures kunnen gemakkelijk worden aangeleerd met periodieke korte lockdown-oefeningen in plaats van lange trainingen.

## Historische gebeurtenissen
In de nasleep van de aanslagen op 11 september 2001 werd een driedaagse lockdown van het Amerikaanse luchtruim voor de burgerluchtvaart ingesteld.
Op 18 april 2013 en in de volgende nacht was in en rond Boston een lockdown ingesteld om klopjacht op de daders van de bomaanslagen tijdens de marathon van Boston te vergemakkelijken.
De afsluiting van Brussel in 2015 duurde een paar dagen om veiligheidsdiensten verdachten van de aanslagen in Parijs van november 2015 te laten oppakken. Later in 2015 veroorzaakte een terreurdreiging de sluiting van het Los Angeles Unified School District.

### Coronapandemie
Tijdens de coronapandemie vanaf 2019 reageerden tal van regeringen op de ziekte met de sluiting van internationale grenzen en openbare ruimten, waaronder vanaf begin 2020 ook in Nederland en België. De invulling van lockdowns en bijhorende maatregelen verschilden per land en regio. De Wereldgezondheidsorganisatie (WHO) waarschuwde in maart 2020 voor de kans op terugkeer van het virus, zodra een lockdown weer beëindigd zou worden.
In het voorjaar van 2020 berichtte de Nederlandse regering verschillend over de kwestie of er toen een lockdown in Nederland gold. Volgens de regeringswebsite rijksoverheid.nl was er aanvankelijk geen lockdown: 
"Een lockdown is een heel ingrijpende maatregel die op dit moment niet nodig is. Bij een lockdown ligt zowel het maatschappelijke als het economische leven stil en wordt de bewegingsvrijheid van alle inwoners zeer beperkt."
Minister-president Mark Rutte noemde deze maatregelen op 23 maart 2020 een ‘intelligente lockdown’. Op 14 december 2020 werd in Nederland als reactie op de wederom toegenomen aantallen besmettingen wel een volledige lockdown afgegeven. Mark Rutte deed dit vanuit het Torentje in Den Haag met een toespraak die door de NOS rechtstreeks op tv werd uitgezonden.
Op 18 december 2021 werd een derde lockdown afgegeven, nadat de omikronvariant zich zeer snel in Nederland bleek te verspreiden. De lockdown ging direct in en werd vanaf 14 januari 2022 stapsgewijs afgebouwd.